# 布里姆斯通峰
61°55′S 57°45′W / 61.917°S 57.750°W
布里姆斯通峰（英語：Brimstone Peak）是南極洲的山峰，位於南設得蘭群島的喬治王島北岸，在1937年由英國探險隊命名，該山峰現時由南極條約體系管理。